# Arthur Marissal
Pour les articles homonymes, voir Marissal.
 (juillet 2011).
Si vous disposez d'ouvrages ou d'articles de référence ou si vous connaissez des sites web de qualité traitant du thème abordé ici, merci de compléter l'article en donnant les références utiles à sa vérifiabilité et en les liant à la section « Notes et références ».
Le Dr Arthur Marissal est un pneumophtisiologue français, né le 26 octobre 1895 à Lille et assassiné le 4 mai 1944 à Montpellier. Il est cité à l'ordre de la Nation au Journal officiel du 25 juin 1944 ; reconnu par décision du ministre des anciens combattants « Mort pour la France » le 21 mars 1975.

## Biographie
Élève d'Albert Calmette, inventeur du BCG avec Guérin, il fait ses études à Lille avant d'être affecté comme médecin militaire au sanatorium de Villepinte. Il est ensuite nommé médecin du dispensaire d'hygiène sociale de l'Hérault et fonde le premier dispensaire antituberculeux, à Montpellier, avec antennes à Sète, Clermont-l'Hérault et Lodève. Il développe l'utilisation systématique de la radioscopie diagnostique au prix de brûlures des mains (radiodermite), le traitement par pneumothorax thérapeutiques associés aux interventions endoscopiques pleurales.
Il est candidat malheureux aux élections municipales de Montpellier le 5 mai 1935.
Les événements survenus durant la Seconde Guerre mondiale, puis au-delà sont le reflet de l'extrême complexité des faits et des jugements portés sur cette période. Ainsi, l'histoire du Dr Marissal illustre la préface du dernier tome de l'Histoire des Français pendant et après l'occupation d'Henri Amouroux. 
Dès 1939, puis durant la guerre, le Dr Marissal accueille les réfugiés, civils espagnols, militaire belge, familles belges en fuite durant l'exode, puis personnes d'origine juive (la famille Weissman; Dora Leder). Il fournit de faux dossiers de tuberculose pulmonaire pour éviter le départ de jeunes gens au Service du travail obligatoire.
Le 4 mai 1944, dans l'après-midi, il est abattu sous les yeux d'un de ses fils et de sa belle-fille par un faux policier qui s'est introduit sous le prétexte d'une intervention urgente. L'assassin, âgé de 18 ans, se nomme Raoul Batany ; il n'est pas montpelliérain. Désireux d'une action résistante, il lui a été remis une liste de 75 personnes désignés comme collaborateurs liste à laquelle a été ajoutée le nom du Dr Marissal. Arrêté par la police allemande, il est remis à la police française puis à la milice qui l'exécute le 17 août 1944 après passage en cour martiale.
Pourquoi avoir assassiné le Dr Marissal, personnalité dont l'engagement humain et résistant ne faisait pas de doute ? Des interrogations demeurent depuis 1944, tant sur la personnalité de Raoul Batany que sur les motifs de ce meurtre : infiltration par la Gestapo des rangs de la résistance, ou souhait malsain par certains de préparer l'après-libération en supprimant une personnalité montante ?
Cet assassinat, la personnalité de la victime, celle de l'assassin, ses conséquences et ses éventuelles motivations ont été étudiées et publiées par un des fils de la victime sous le titre Mémoires d'un pot de terre, consultables actuellement dans différents musées de la Résistance (Bordeaux, Castelnau-le-Lez…) et aux archives départementales de l'Hérault sous la cote 11 F 355. Les circonstances (appel d'un médecin par un faux policier sous prétexte de soigner un blessé de la circulation, dans le cadre d'une action « résistante ») ont fait attribuer à la victime le titre de « Mort pour la France »
Jean Marissal sous le titre "La pleine lumière sur l'affaire Marissal", reconnait lui-même que l'exécution de son père a été déclarée "fait de guerre" (voir Dalloz 1947 page 482 et 
Dalloz 1950 page 1965) et non pas assassinat. Mais cela ne change rien au fait qu'il s'agit bien d'un « homicide volontaire avec préméditation », c'est-à-dire un assassinat (art.221-30 du droit pénal français).